# عرب الرمل
عرب الرمل إحدى قرى مركز قويسنا التابع لمحافظة المنوفية في جمهورية مصر العربية.

## السكان
بلغ عدد سكان عرب الرمل 19,072 نسمة، حسب الإحصاء الرسمي لعام 2006.